# Teodor Józef Konstanty Lubomirski
Teodor Józef Konstanty Lubomirski (1683-1745), noble polonais de la famille Lubomirski, était voïvode de Cracovie, staroste de Spisz, et propriétaire de Łańcut, Ujazdów et Polonne.

## Biographie
Teodor Józef Konstanty Lubomirski est le fils de Stanisław Herakliusz Lubomirski et de Elżbieta Doenhoff.

## Mariage et descendance
Il épouse Elżbieta Culler-Cuming. Ils eurent deux enfants :
- Kasper Lubomirski (pl) (1724-1780)
- Anna Lubomirska